# Сулиашвили, Давид Сократович
Давид Сократович Сулиашви́ли (5 июня 1884, г. Сурами, — 9 ноября 1964, Тбилиси) — грузинский советский писатель. Член Коммунистической партии с 1949 года. 
После окончания Горийского духовного училища (выпуск 1898 года) поступил в Тифлисскую духовную семинарию. Ушёл из семинарии, так как стал революционером. Работал как партийный пропагандист в железнодорожных мастерских. 
В 1903 году уехал учиться в Германию, в Лейпциге вступил в группу содействия Российской социал-демократической партии. 
Вернулся в 1905 году для участия в Первой Русской революции. Был арестован в 1906 г. После 2-летней отсидки в Кутаисской тюрьме бежал и в 1907 году эмигрировал в Швейцарию, где прожил 10 лет (Цюрих, Женева). Сблизился с эмигрантами-большевиками, слушал выступления В. И. Ленина, участвовал в отправке в Россию партийной литературы. 
После Февральской революции 1917 года вернулся в Россию одновременно с В. И. Лениным в пломбированном вагоне. 
В историко-революционных повестях и рассказах («В волнах жизни», 1926, «Чикор», 1928, «Стена», 1933) Сулиашвили воспроизвёл эпизоды революционной борьбы грузинского пролетариата в период первой русской революции. Жизнь на чужбине, деятельность большевистской эмиграции в Швейцарии изображены в художественно-документальных произведениях «Хроники далёкого» (1931), «Под далёким небом» (1948) и др. В ряде повестей Сулиашвили рассказал о боевых и трудовых подвигах советских граждан в годы Великой Отечественной войны («Кровь друга», 1941, «Родная земля», 1949).

## Произведения
В рус. пер.:
- Встречи с Лениным в эмиграции, Тб., 1957;
- Крепость Зураба. Повести. Рассказы. Воспоминания, Тб., 1965;
- Чикори. [Приезд Ленина в Петроград. Из воспоминаний], Тб.: Лит. да хеловнеба, 1967.

## Образ в кинематографе
- Ленин. Поезд (1988) — Джейсон Коннери.